# جيلان يار خانم
جیلان یار خانم هي زوجة السلطان العثماني عبد المجيد الأول. وُلدت في 1830 في سوتشي، وتوفيت في 23 أبريل 1856 في إسطنبول.